# Rhododendron xenium
Rhododendron xenium är en ljungväxtart som beskrevs av Gill.K.Br. och Craven. Rhododendron xenium ingår i släktet rododendron, och familjen ljungväxter. Inga underarter finns listade i Catalogue of Life.